# Presidente (bier)
Presidente is een biermerk uit de Dominicaanse Republiek. Het bier wordt gebrouwen in Cerveceria Nacional Dominicana (onderdeel van Anheuser-Busch InBev en Grupo León Jimenes). 
Het is een blonde lager met een alcoholpercentage van 5%. Het bier wordt al gebrouwen sinds 1935 en kreeg de naam als eerbetoon aan de toenmalige president Rafael Trujillo. Oorspronkelijk was het een donker bier dat maar matig succes kende. In de jaren 1960 werd het bier omgevormd naar de huidige blonde lager. Presidente wordt geëxporteerd naar Amerika, Panama, Honduras, Spanje, Duitsland, Zwitserland, Italië, Andorra, Aruba, Curaçao, Antigua, Martinique, Guadeloupe, Turks- en Caicoseilanden, Bahama's, Sint Maarten, Britse Maagdeneilanden en Puerto Rico.
In februari 2005 werd Presidente Light gelanceerd, met een alcoholpercentage van 4,1%.